# Zoológico de Barcelona
El Parque Zoológico de Barcelona es un zoológico situado en el parque de la Ciudadela, en Barcelona. Se eligió su emplazamiento debido a que los edificios del parque estaban disponibles tras la Exposición Universal de Barcelona de 1888. Fue inaugurado el día de la Mercè, patrona de Barcelona, del año 1892 y los primeros animales provenían de la colección privada que Lluís Martí i Codolar tenía en su finca llamada "La Granja Vieja", que estaba en Horta. Este donó los animales al Ayuntamiento de Barcelona, que aprobó su acomodo en los terrenos del Parque de la Ciudadela.
El Zoológico afirma tener tres objetivos: la conservación, la investigación y la educación. No obstante ha recibido numerosas críticas por el estado de sus instalaciones así como las insuficientes dimensiones de los espacios de muchos de los animales.
El zoo de Barcelona cuenta con una de las colecciones de animales más importantes de Europa. Durante años, concretamente desde 1966 hasta 2003, la estrella del Zoo fue el famoso Copito de Nieve, único gorila albino conocido.
En 2008 se presentó un proyecto de reforma que incluía una plataforma marina. Sin embargo, a causa de la crisis económica, el proyecto ha quedado aparcado de forma indefinida.
En octubre de 2015, en el marco de una nueva política municipal contraria a los espectáculos con animales, se suprimieron las exhibiciones acrobáticas de cetáceos amaestrados en el delfinario, aunque el espacio sigue abierto al público como punto de observación de los animales.

## Especies

### Mamíferos

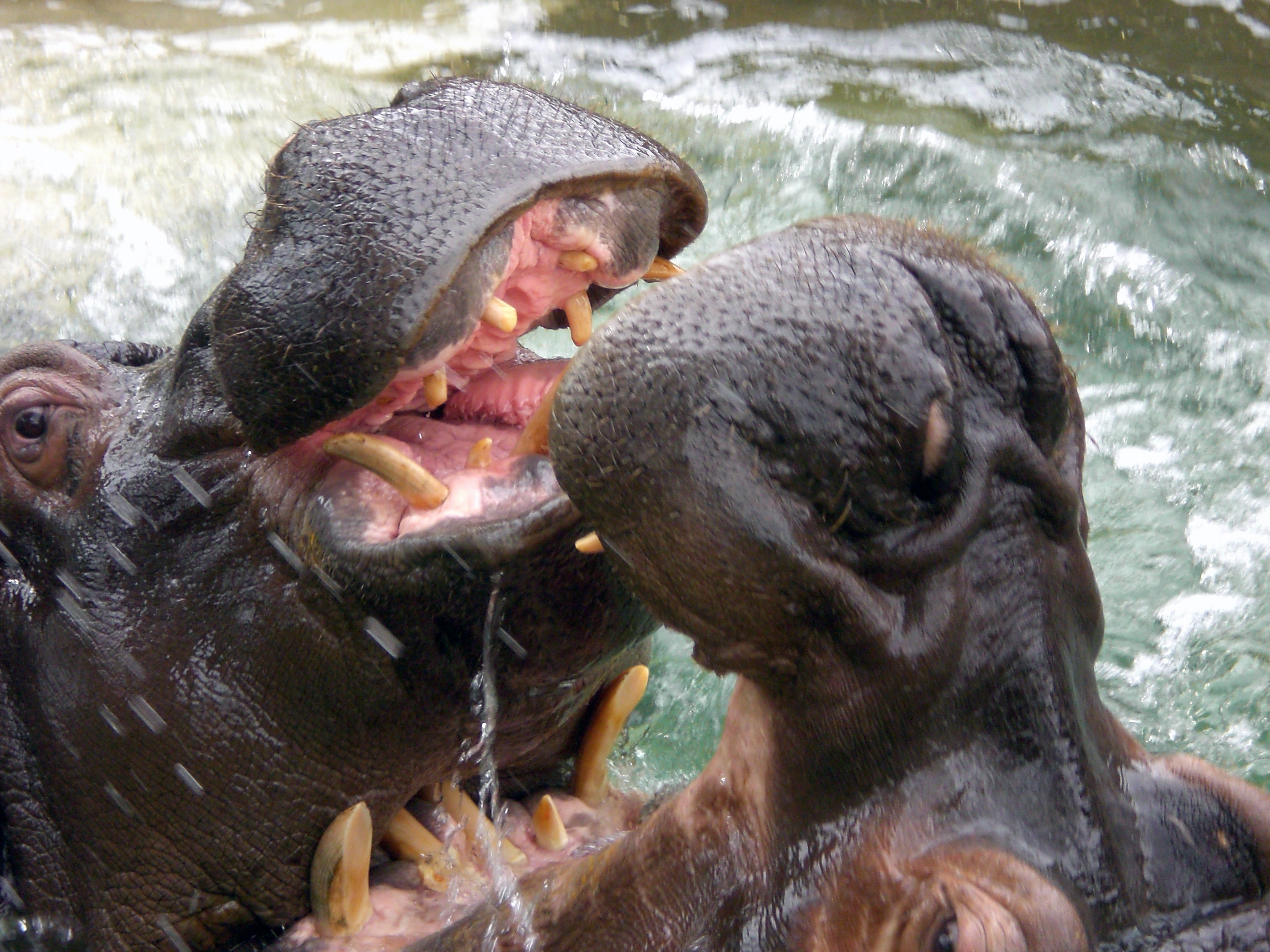
Hipopótamos.

Gacela dorcas sahariana, hipopótamo común, hipopótamo pigmeo, guanaco, gacela dama mohor, jirafa de Rothschild, hiena manchada, oso hormiguero gigante, elefante africano de sabana, panda rojo, león, lobo marino de California, oso pardo, lobo ibérico, bisonte europeo, tigre de Sumatra, suricata, tapir amazónico, rinoceronte blanco meridional, canguro rojo, ñu azul, órix de cuernos de cimitarra, muntíaco común, facóquero, leopardo de Sri Lanka, mangosta rayada, nutria común, delfín mular, zorro volador de Lyle, ualabí de cuello rojo, mara, capibara o carpincho, puercoespín crestado, perrito de las praderas de cola negra, bongo oriental, búfalo enano, impala de cara negra, camello bactriano, ciervo moteado o axis, ciervo del padre David, jaguar, cebra de Chapman.
Mamíferos primates: Tamarino de cabeza de algodón, tití plateado, tití de Goeldi, tamarino de manos rubias, tití emperador, tamarino león de cabeza dorada, tití pigmeo, mono araña matizado, dril, mangabeye gris, macaco de Berbería, cercopiteco de Brazza, mono patas, talapoin septentrional, lémur de cola anillada, mangabey de corona blanca, chimpancé común, orangután de Borneo, gorila de llanura occidental.

### Aves
Avestruz, cálao terrestre meridional, alimoche, buitre común o leonado, buitre negro, pelícano ceñudo, alcaudón chico, lechuzón de anteojos, pavo real, grulla coronada negra, turaco violáceo, ibis escarlata, chajá moñudo, avefría armada, garcilla bueyera, garceta común, garcilla verde o estriada, martinete común, avetorillo común, cigüeña blanca, ibis sagrado, cisne de cuello negro, avoceta común, cigüeñuela, espátula común, espátula rosada, morito común, pájaro ratón, paloma de corazón sangrante de Luzón, paloma de corazón sangrante de Mindanao, jacana sudamericana, garza pico de bota, jabirú africano, paloma de Nicobar, dúcula imperial, goura coronada, gura victoria, tilopo de nuca negra, tilopo soberbio, pavo real del Congo, alción pechiazul, alción de collar, cucaburra común, cálao cariplateado, autillo, turaco gris, turaco crestirrojo, faisán de las islas Palawan, pintada vulturina, momoto común, carraca europea, turaco del Senegal, hocofaisán, perdiz roul-roul, ave sol, calamón común, picoancho rojinegro, cuervo blanco, arrendajo inca (chara verde), cotinga metálico, trompetero aligrís, cacatúa de cresta amarilla (sulfúrea), guacamayo de frente roja, guacamayo verde y rojo, pato peposaca (cerceta pardilla), pato arborícola de pico rojo, tarro blanco, pato silbón de Chile, flamenco de Cuba, flamenco chileno, paloma-faisán de nuca blanca, guacamayo azul, guacamayo barbazul, guacamayo jacinto, cacatúa blanca, cacatúa de moño amarillo o tritón, pingüino de Humboldt,

### Anfibios
Ajolote mexicano, ferreret o sapillo balear, rana arborícola gigante, rana gigante de la isla Monserrat, rana mono gigante, rana punta de flecha azul, rana punta de flecha azul y amarilla, rana punta de flecha blanquinegra, rana punta de flecha dorada, rana roja de Madagascar, ranita meridional, salamandra tigrina, sapillo de vientre de fuego, sapo común, sapo manchado amazónico y tritón del Montseny.

### Reptiles

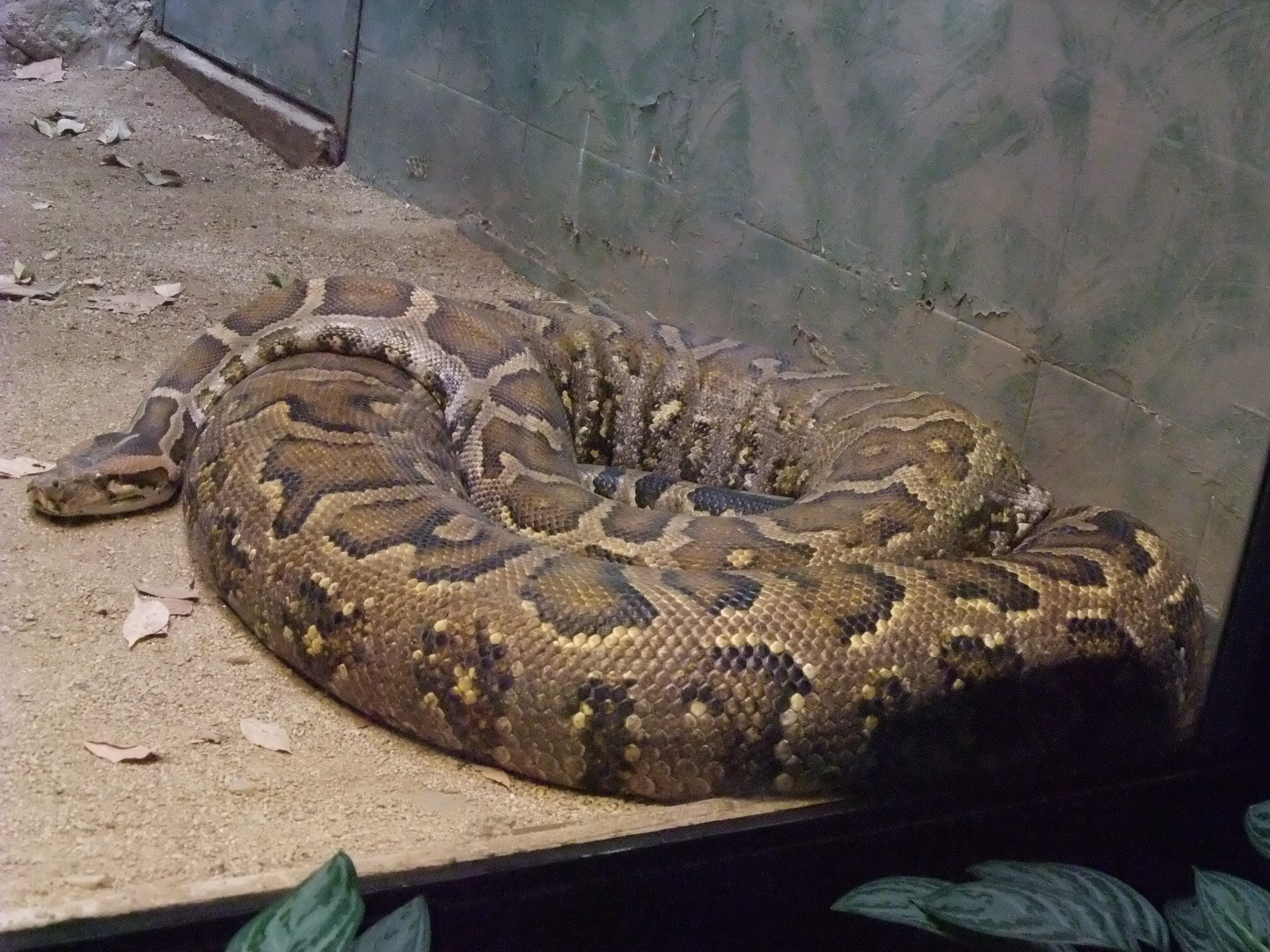
Pitón de la India.

Agama acuática crestada de las Filipinas, aligátor de China. anaconda común, anolis ecuestre, basilisco crestado, boa arborícola del Amazonas, boa constrictor, boa de Cuba, boa de Haití, boa de la arena, boa de Madagascar, boa terrestre de Dumeril, boa terrestre de las Salomón, caimán de anteojos, caimán de Cuvier, caimán de morro ancho, caimán yacaré, chacahuala, clamidosaurio de King, cocodrilo de Cuba, cocodrilo de estuario, cocodrilo de Morelet, cocodrilo de Siam, cocodrilo de Sri Lanka, cocodrilo enano africano, culebra de cola estriada de Taiwán, culebra de cola roja, culebra de escalera, culebra de Montpellier, culebra de nariz de cerdo de Madagascar, culebra del maíz, dragón barbudo, dragón de Komodo, eslizón arborícola, eslizón dorado africano, eslizón gigante de Haití, falsa coral, falsa coral de Ruthven, gecko diurno de bandas, gecko leopardo, gecko terrestre, gecko terrestre de cola anillada, iguana común, iguana negra de Utila, iguana negra roquera, iguana rinoceronte, lagarto cocodrilo, lagarto de cola espinosa, lagarto plano de nariz redondeada, monstruo de Gila, pitón arborícola verde, pitón de Borneo, pitón de la India, pitón de Seba, pitón real, pitón reticulada, serpiente real de California, serpiente real de Florida, serpiente real de Sonora, serpiente real negra, serpiente toro americana, tortuga acuática africana, tortuga africana de concha blanda, tortuga aligátor, tortuga carbonaria, tortuga de cabeza amarilla asiática, tortuga de caja malaya, tortuga de espolones africana, tortuga de Florida, tortuga Galápago de bosque pintado, tortuga Galápago de plastrón amarillo, tortuga Galápago espinoso, tortuga Galápago leproso, tortuga Galápago negro, tortuga gigante de Aldabra, tortuga gigante de las Galápagos, tortuga gigante de las Seychelles, tortuga marginada, tortuga mediterránea, 
tortuga parda asiática, tortuga ventrirroja de Nueva Guinea, tupinambis, víbora áspid, zonosaurio gigante y zonosaurio listado.

### Especies urbanas
El Zoo de Barcelona también es un refugio para algunos animales urbanos puesto que es un lugar donde se encuentra un espacio verde, agua dulce, agua salada y también comida. Algunos de estos animales urbanos viven en el zoo, de los cuales hay que son poco comunes en España o se encuentran al borde de la extinción. Algunos animales son introducidos accidentalmente entre la hierba y la tierra que se introduce en el zoo para dar de comer a los animales y proporcionarles un hábitat acorde a sus necesidades.
Entre los vertebrados que se han detectado hay anfibios (sapo partero, sapo común), reptiles (salamanquesa común, salamanquesa rosada, lagartija común), doce especies de mamíferos entre los cuales destacan los murciélagos (Murciélago de cola larga, murciélago hortelano, murciélago orejudo, murciélago común) y una abundante población de erizo. Pero las más numerosas son las aves de las cuales se han contabilizado al menos 139 especies, algunas de ellas son la becada, el gorrión molinero, las cotorras, la abubilla, y la garza real con una colonia de cría estable que es la más grande de Cataluña y la más grande de las pocas colonias urbanas en Europa, es una colonia mixta con especies de garcilla bueyera y la garceta común entre otras, siendo la quinta colonia mixta de reproducción más grande de España.

### Galería

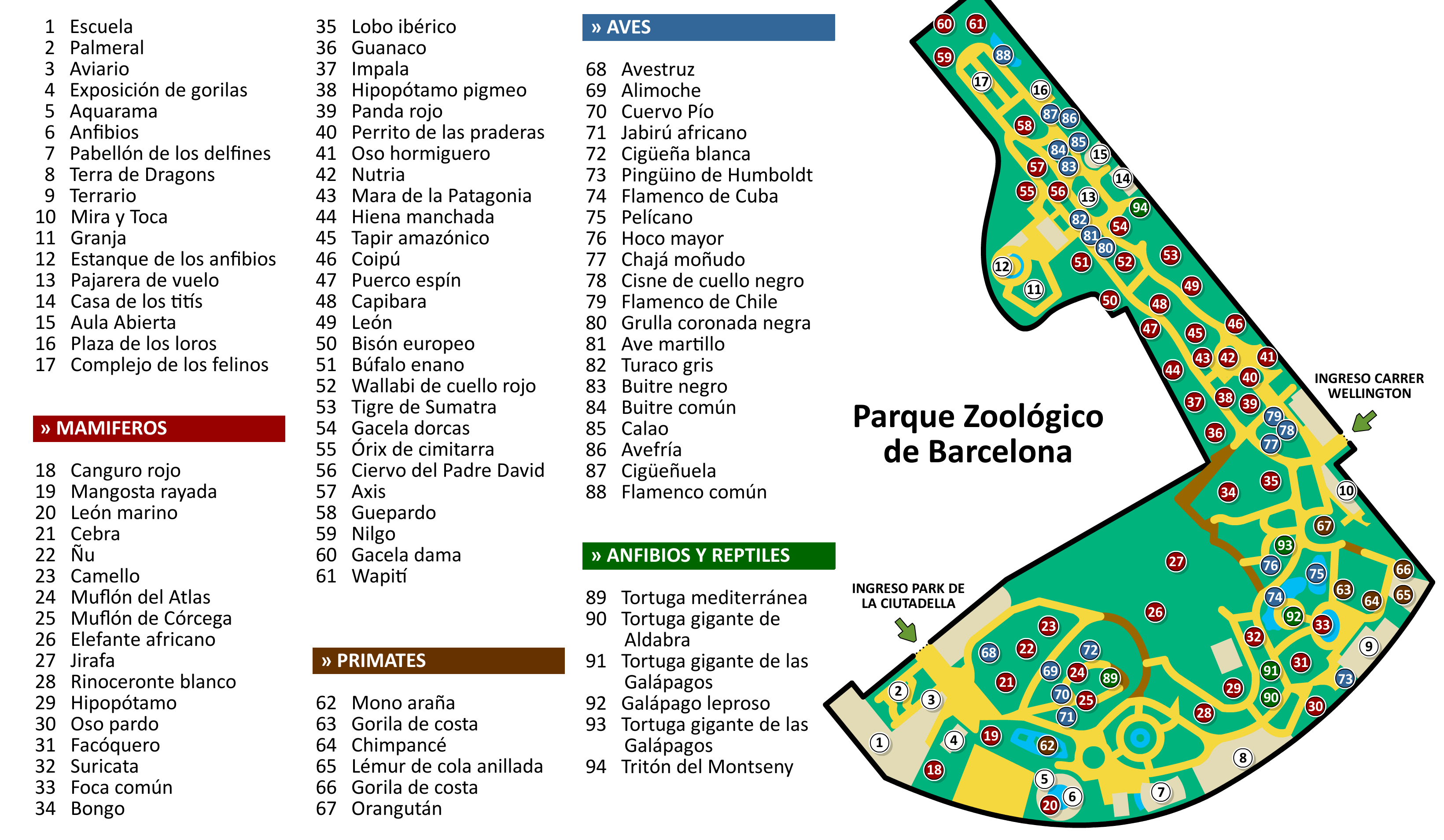
Mapa del zoológico.

|       |               |             |           |
| Tigre | Bison bonasus | Orix blanco | Flamencos |

|                           |                         |           |                |
| Copito de nieve 1964-2003 | Delfín en el delfinario | Axis axis | Ibis escarlata |

### Arbolado
Se encuentran en el zoo gran variedad de árboles, se han contabilizado 1191 árboles de 96 especies diferentes, algunos con más de cien años. Abundan los plátanos, el chopo (Populus nigra), la falsa acacia (Robinia pseudoacacia), la Tipuana (Tipuana tipu) y otros difíciles de encontrar como el Ceibo (Erythrina crista-galli) de las cuales sólo hay dos en Barcelona, o el Ginkgo (Ginkgo biloba).
Hay ocho especies de palmeras: cocos plumosa (palmera pindó), Drago, palma sago, palmera abanico mexicana, palmera abanico californiana, palmera china de abanico, palmera datilera y palmito.

## Espacios del zoo
Hay once recintos que albergan diferentes especies animales y vegetales, agrupadas por una temática común:
- Tierra de dragones: alberga cinco especies de animales de Asia Pacífico, que son los dragones de Komodo, los ciervos de Muntjac (muntíacos), el gorrión de Java, la paloma de Nicobar y la dúcula bicolor.
- Terrario: colección de anfibios y reptiles de toda Europa.
- Aviario: más de 70 especies de aves.
- Granja: en el llamado Zoo Infantil hay cabras, vacas, ponis, ovejas, cerdos, caballos, asnos y un burro catalán.
- Espacio Gorilas: exposición permanente sobre gorilas, incluyendo la historia de Copito de Nieve.
- Galería de Primates: espacios naturalizados donde se alojan siete especies de pequeños primates.
- Galería de Titís: alberga siete especies de titís sudamericanos.
- Palmerar: instalación de trece pajareras con diferentes especies de cacatúas y papagayos.
- Aquarama: tanque de tres plantas con leones marinos de California, peces e invertebrados de los litorales mediterráneos y atlánticos.
- Pajarera de Vuelo: cúpula ovalada con especies de aves que habitan en los pantanos.
- Jardín de la Biodiversidad: espacio diseñado para favorecer la fauna autóctona de Barcelona.

También está el Delfinario con actividades de los delfines mulares, que funciona diariamente de 11 a 14 y de 15 a 17.

## Arte en el zoo

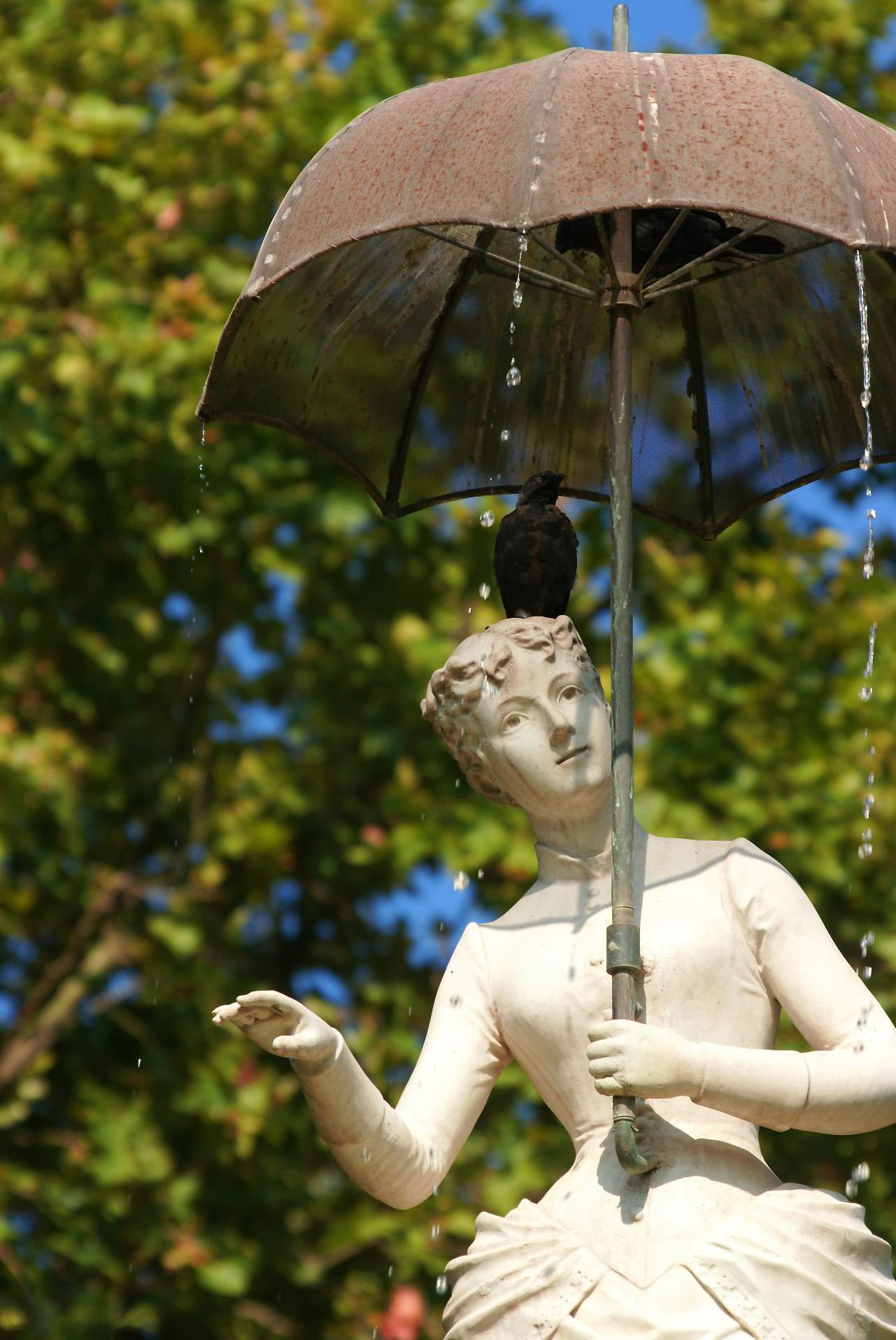
"Dama del Paraguas".

El recinto alberga la célebre escultura Dama del paraguas, obra de finales del siglo XIX de Joan Roig i Solé, considerada tradicionalmente como uno de los símbolos de la ciudad, pero también otras obras escultóricas:
- Conjunto de águilas, de Joan Borrell i Nicolau (1929);
- Conjunto de ciervos, de Núria Tortras (1969);
- Perro hambriento, de Artur Aldomà (1978);
- Genoveva de Brabante , de Montserrat Junoy (1952);
- León, de Agapito Vallmitjana (instalado en el zoo en 1992);
- San Francisco de Asís, de Pere Jou (1956);
- Nena durmiente, de Claudi Tarragó (1957);
- Niños, de Elisa de Reverter (1959) y
- Delfín, de Saperas (1965).

De 1985 a 2018, hubo además un esqueleto de rorcual común de 19 metros que fue encontrado muerto en 1983 en la playa de El Prat de Llobregat. El esqueleto fue desmontado en abril de 2018 y se encuentra actualmente en un almacén. Al ser retirado el esqueleto se formó un colectivo de vecinos de El Prat de Llobregat que reclama que el cetáceo vuelva a su municipio, que es donde el animal había encallado 35 años antes.

## Críticas
El Zoo de Barcelona ha sido objeto de diversas críticas. El líder municipal de ERC y antiguo responsable del zoo, Jordi Portabella afirmó que «El zoo de Barcelona tenía prestigio como institución dedicada a la conservación y la investigación. Ahora creo que se está perdiendo».
También ha sido criticado el despido de la directora, Carme Maté, especialista en primates partidaria de la investigación como objetivo en el zoológico, y su substitución por una gestora de la empresa municipal BSM (Barcelona de Serveis Municipals) sin experiencia en animales, por supuestos conflictos con los intereses del ayuntamiento. El director general de BSM afirmó que el despido se debió únicamente a razones de gestión.
La muerte de uno de los dos elefantes con que contaban desencadenó algunas de las últimas. La declaración del Ayuntamiento de buscar un nuevo ejemplar para que acompañe al otro, vino acompañada de críticas de veterinarios y empleados del zoo que aseguraron que "no es posible mantener a dos elefantes en un espacio que ronda los mil metros cuadrado" (la Asociación Mundial de Zoos y Acuarios (WAZA) recomienda como mínimo el doble). Una organización por los derechos de los animales, Libera! inició una campaña solicitando el traslado del ejemplar restante, una elefanta nacida libre llamada Susi, tras denunciar que esta se encontraba en mal estado psicológico. La campaña recibió el apoyo de la Born Free Foundation así como de personalidades como el escritor José Saramago.
La periodista Pilar Rahola criticó duramente la negativa del Zoo a permitir que la elefanta fuera trasladada, afirmando:
«Susi tiene que ser trasladada a un lugar mejor, en compañía de otros elefantes y con un espacio más decente. Ese lugar existe. Pero el zoo parece que no quiere perder a su único elefante, quizá con la jurásica idea de que un zoo sin elefantes es menos zoo. ¿Teme pérdidas económicas? Es posible, aunque peregrino, pero en cambio no teme perder la dignidad de los seres vivos que muestra. Muy ilustrativo de su propia dignidad.»
El 27 de febrero, Raül Romeva, analista y político diputado en el Parlamento Europeo presentó el tema a la Comisión del Parlamento Europeo a modo de una pregunta escrita y declaró "No creo que éstas sean las condiciones adecuadas para un elefante que, en la naturaleza, viaja grandes distancias y vive en grupos familiares de hasta cien animales". También hizo extensiva la denuncia a la situación del resto de elefantes en cautividad en zoos europeos.